# Майтобе (Таласький район)
Майтобе́ (каз. Майтөбе) — село у складі Таласького району Жамбильської області Казахстану. Входить до складу Беріккайнарського сільського округу.
Населення — 1676 осіб (2021; 1105 у 2009, 1659 у 1999, 2192 у 1989).